# Schwarzautal
Schwarzautal è un comune austriaco di 2 299 abitanti nel distretto di Leibnitz, in Stiria; ha lo status di comune mercato (Marktgemeinde). È stato creato il 1º gennaio 2015 dalla fusione dei precedenti comuni di Breitenfeld am Tannenriegel, Hainsdorf im Schwarzautal, Mitterlabill, Schwarzau im Schwarzautal e Wolfsberg im Schwarzautal; capoluogo comunale è Wolfsberg im Schwarzautal.